# Porta
|  | Aquest article tracta sobre la peça que dona entrada o sortida a un lloc. Vegeu-ne altres significats a «Porta (desambiguació)». |

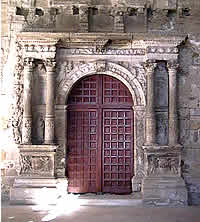
Porta de la Seu Vella de Lleida

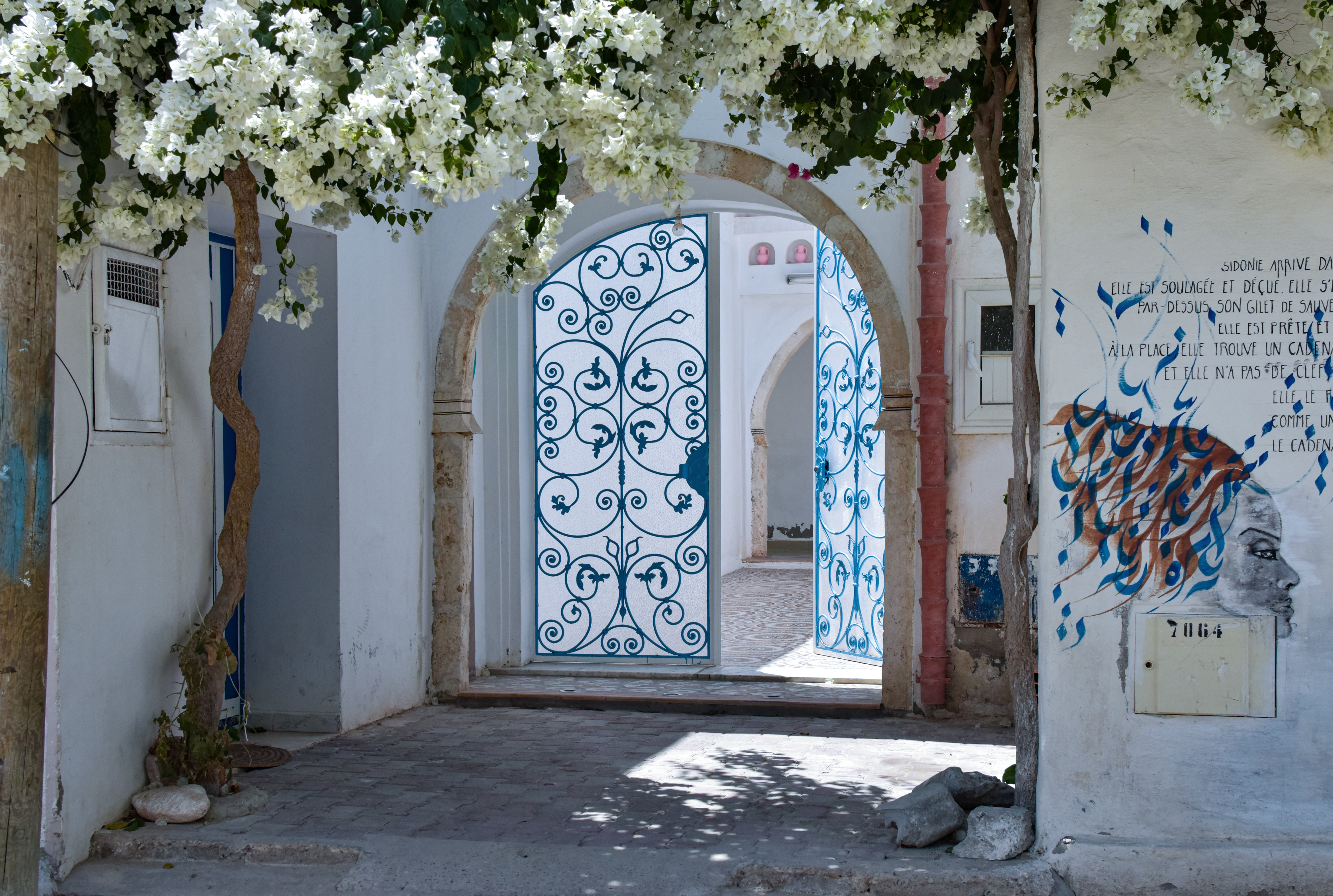
Porta

En arquitectura, una porta és un espai buit o obertura feta en una paret, que s'utilitza per accedir a l'habitatge o a cambres interiors. A vegades també anomenat un 'portal' quan es tracta d'una porta principal en algun sentit (per exemple, porta que comunica una construcció amb l'exterior).
Moltes portes incorporen mecanismes de bloqueig o pany per garantir que només algunes persones puguin obrir-les (com amb una clau). Les portes poden tenir dispositius com aldabes o timbres mitjançant els quals les persones que estan fora anuncien la seva presència. (En alguns països, com el Brasil, és costum aplaudir des de la vorera per anunciar la presència d'algú). A més de brindar accés dins i fora d'un espai, les portes poden tenir les funcions secundàries de garantir la privadesa en evitar l'atenció no desitjada dels estranys, de separar àrees amb diferents funcions, de permetre que la llum entri i surti d'un espai, de controlar la ventilació o corrent d'aire perquè els interiors puguin ser més efectius escalfar-se o refredar-se, esmorteir el soroll i bloquejar la propagació del foc.
Les portes poden tenir propòsits d'estètica, simbòlics o rituals. Rebre la clau per a una porta pot significar un canvi d'estat personal d'estrany a intern. Portes i portals apareixen amb freqüència a la literatura i les arts amb metafòrica o al·legoria d'importància com a presagi de canvi.

## Etimologia
La paraula llatina “pŏrta” ve del verb pŏrtāre (porto, portare: en llatí portar, alçar). A l'època de l'Imperi Romà, quan s'havia de fundar una nova ciutat, es procedia a traçar el seu perímetre exterior mitjançant un solc fet amb una arada segons un vell ritu etrusc. El solc traçat no es podia pas creuar atès al seu caràcter sagrat. El sacrilegi de traspassar el solc fundacional de Roma fou precisament la causa de la mort de Rem a mans del seu germà Ròmul. Atès el fet que la gent havia de poder entrar-hi i sortir-ne, resultava necessari deixar segments del perímetre sense traçar, per la qual cosa, allà on es determinava que hi hauria un accés a la ciutat, s'aixecava la rella de l'arada uns metres en el moment de fer el solc fundacional. Posteriorment, en erigir-se els murs perimetrals de les ciutats, el segment en el qual s'havia aixecat la rella de l'arada adquiria les característiques del que avui anomenem "porta".

## Parts
- Llindar o pas de la porta: part inferior constituïda per una peça de pedra o de fusta que sol anar un nivell més alt que el sòl exterior de la casa
- Brancals: gruixos de paret que hi ha a banda i banda de la porta.
- Bastiment o vasa: sobre de brancals, s'hi col·loquen els elements per a obrir i tancar la finestra.
- Frontisses o xarneres: aguanten la fulla de la porta i la fan girar.
- Maneta o pom: peça que permet d'obrir la porta.

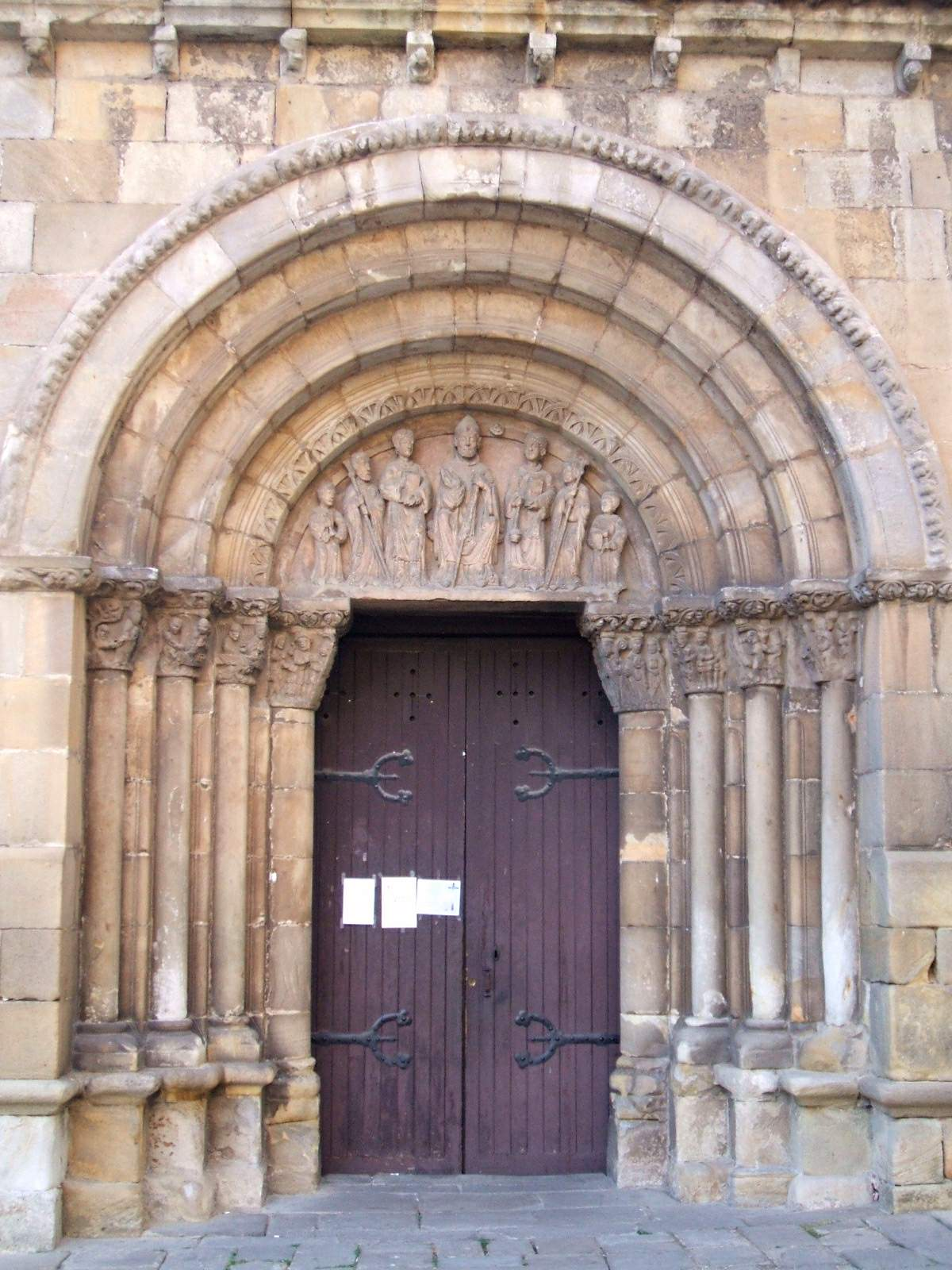
Portal de l'església de San Juan de Rabanera, a Sòria
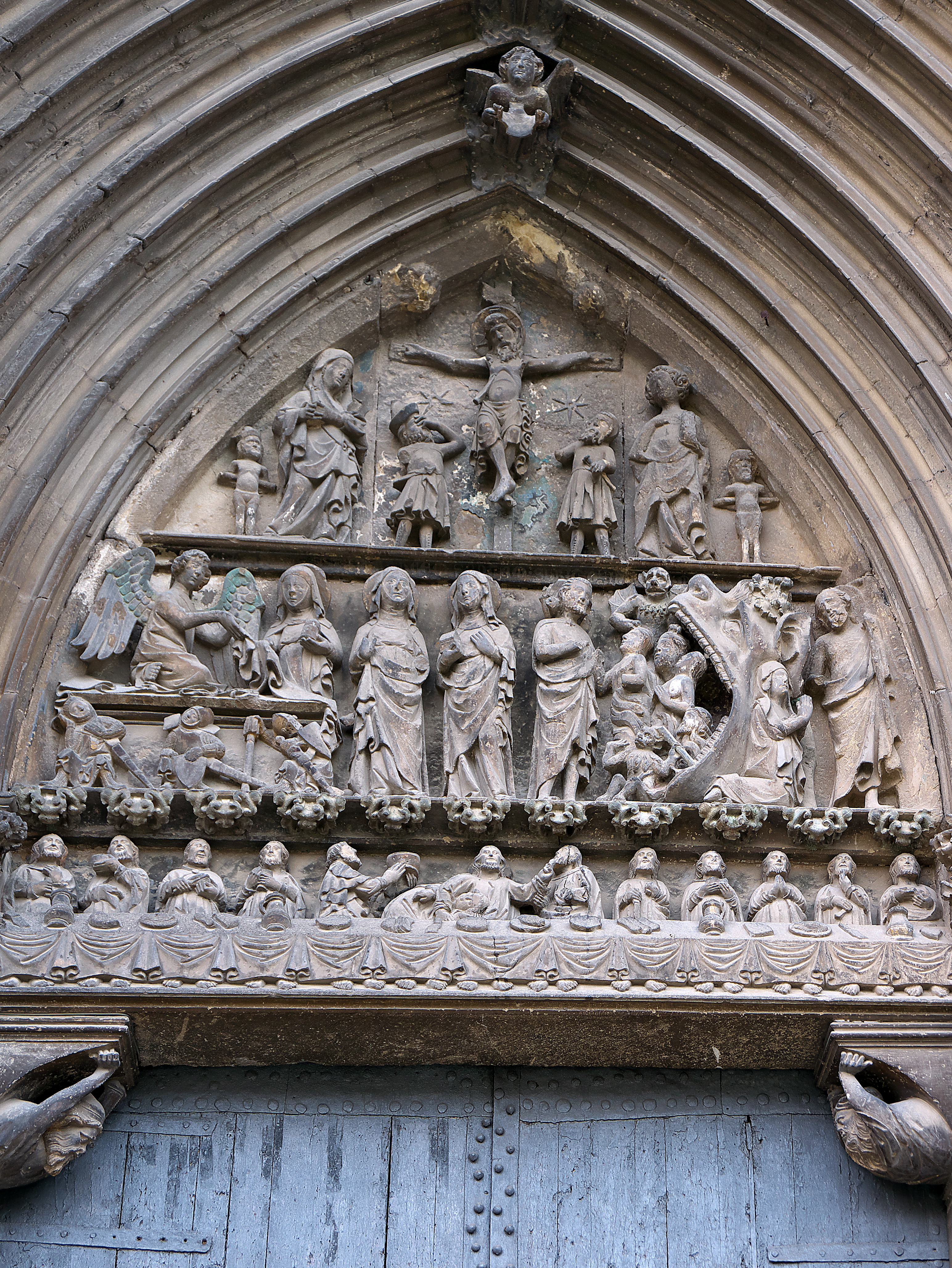
Timpà de l'església del Sant Sepulcre a Estella
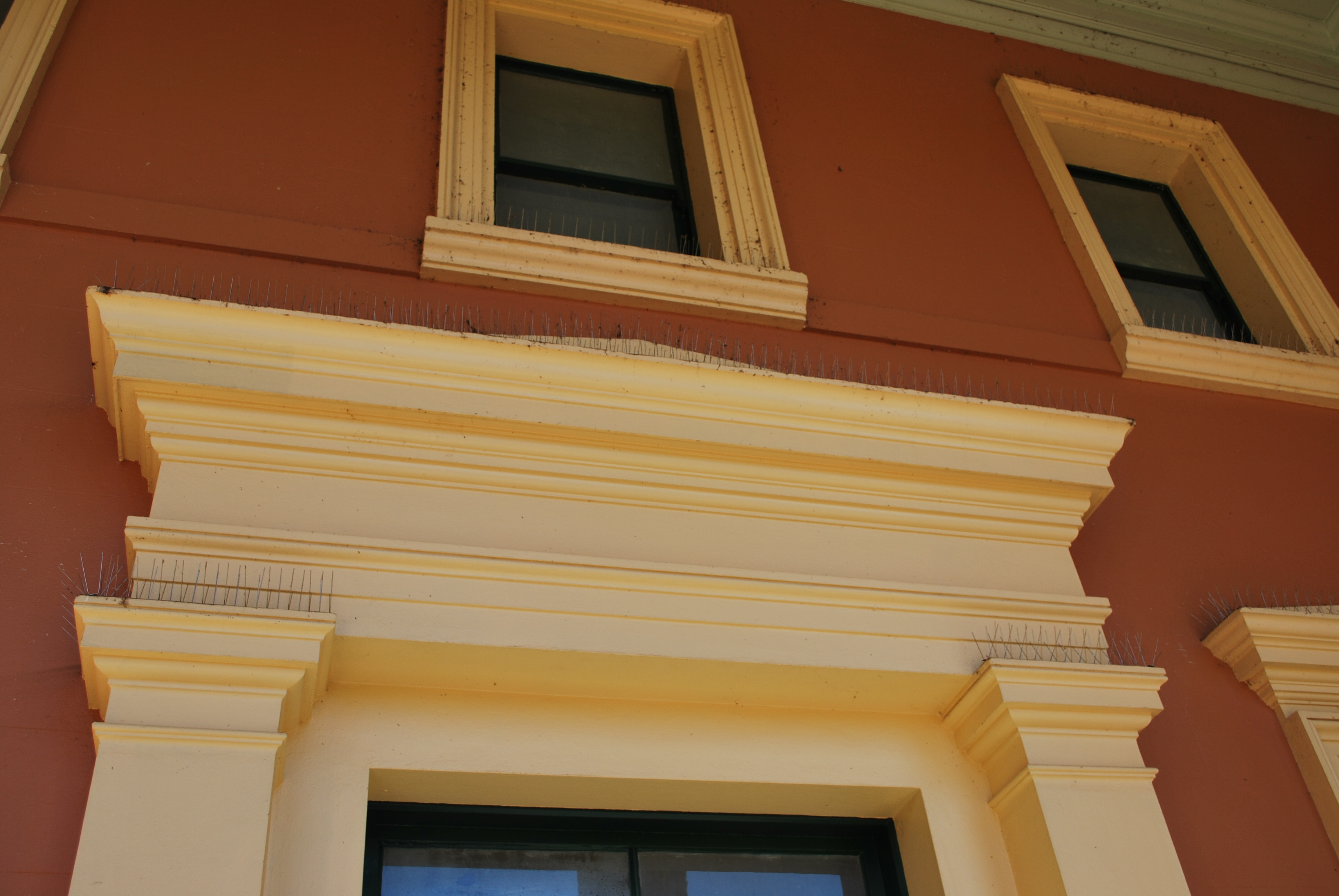
Llindar als jutjats de Nova Gal·les del Sud
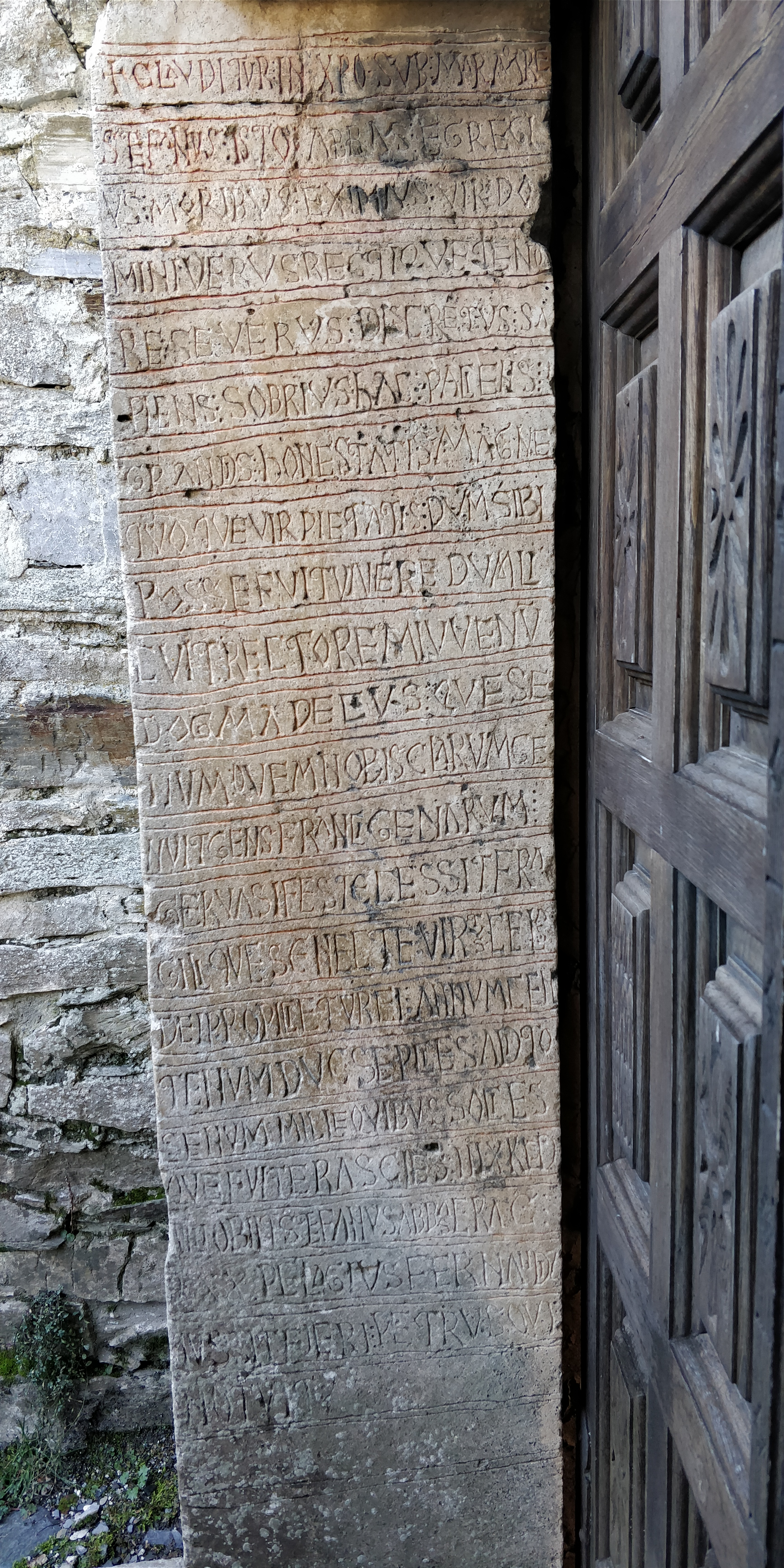
Jamba
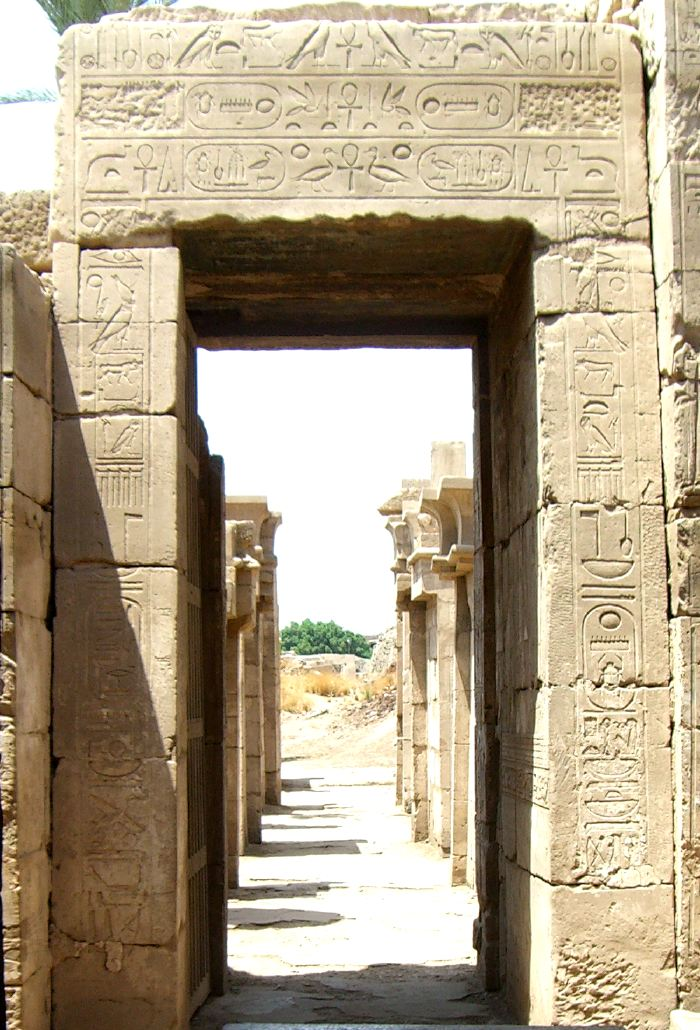
Obertura al temple de Karnak a Egipte

## Accessoris
- Tancaporta o Cobriporta: cortina portalera que cobreix una obertura de porta.

## Parts principals del bastiment
- Llinda: fusta o pedra travessera que descansa sobre els dos muntants d'una porta i descarrega la paret superior.
- Muntants: formen els costats del bastiment. S'hi col·loquen les frontisses i el pany.
- Banyot: sobresurt de la testera i serveix per a subjectar el bastiment a l'obra.
- Fulla: part mòbil que obre i tanca l'obertura.

## Tipus de portes

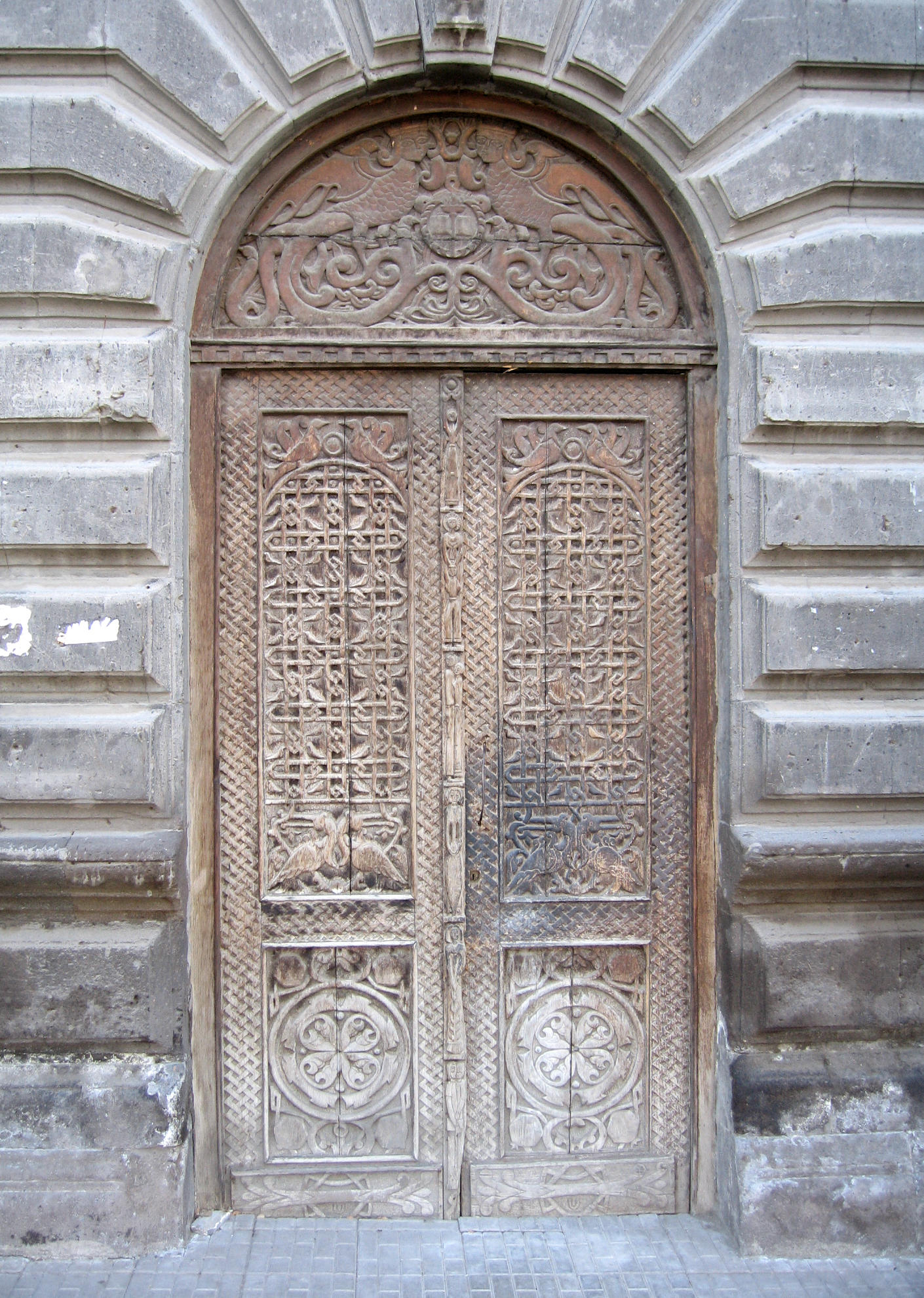
Porta de fusta (Yerevan)

- Interiors: formades per un marc de fusta, en l'interior hi ha una ànima de cartró i un reforç per al pany. El recobriment és un parament de fusta de poc gruix, normalment de contraplacat.
- Exteriors: fusta més resistent, ferro, alumini, vidre, plàstic, etc.
- Espiera: dotades d'un o més forats per a poder guaitar l'exterior.
- Llevadissa: la que s'hissa mitjançant corrioles per a facilitar el pas; sovint de ferro en reixa.
- Caladissa: porta que per a tancar-se es deixa caure verticalment de dalt del portal. Era pròpia de muralles i castells fortificats.
- Batent: la que pot ser abaixada formant un angle amb el mur, gràcies a un giny mecànic; generalment per salvar un fossat.

### Portes automàtiques
Les portes automàtiques s'obren gràcies a un operador que estira la porta, generalment operen per un pols sec, al qual se li pot connectar un botó polsador, i/o una receptora de senyals per a comandaments a distància infrarojos, targeta de proximitat wiegand, mifare.

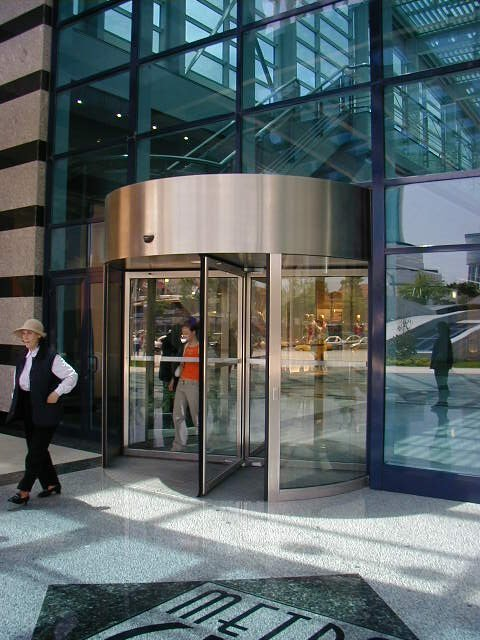
Porta giratòria
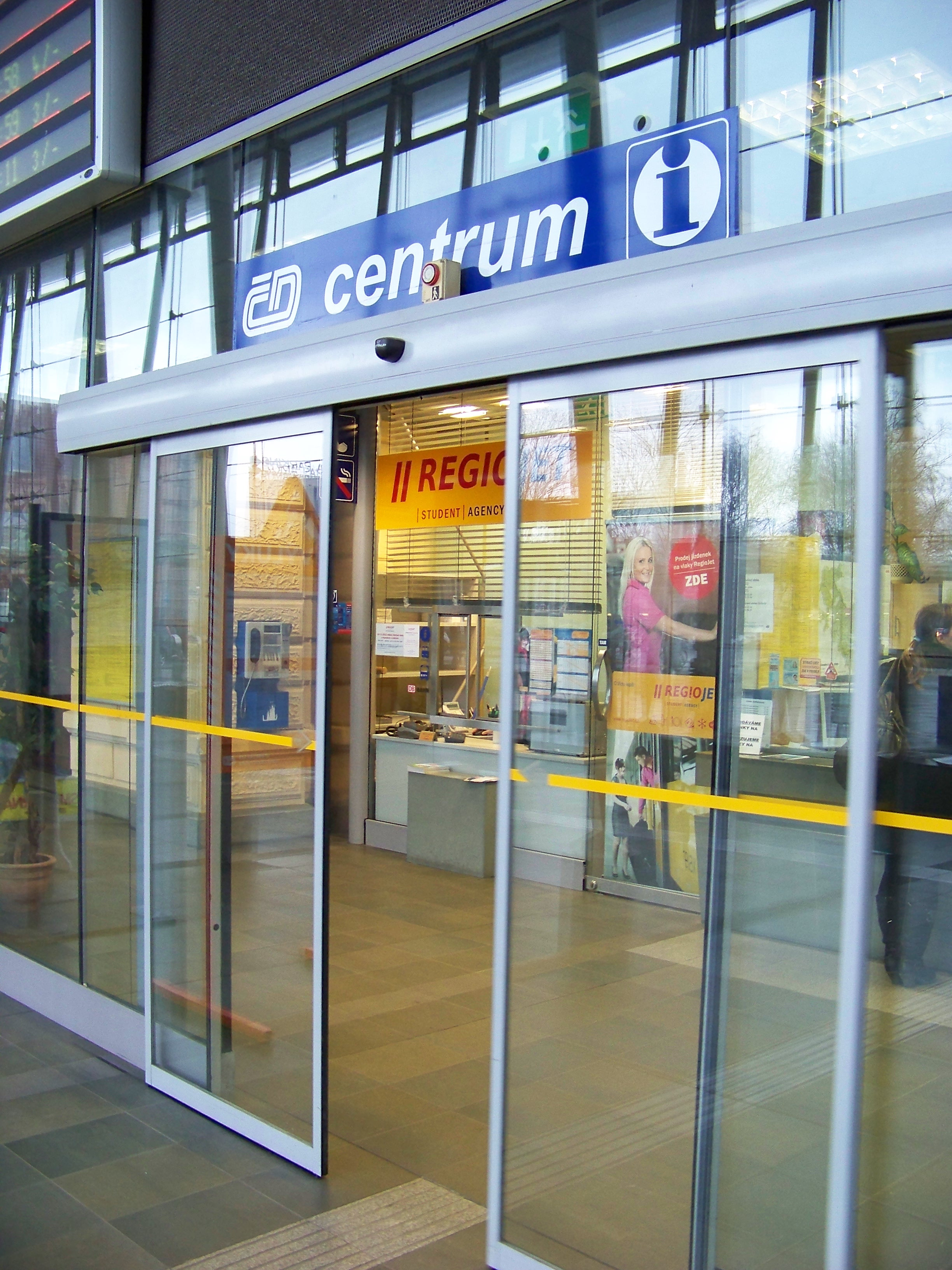
Portes automàtiques
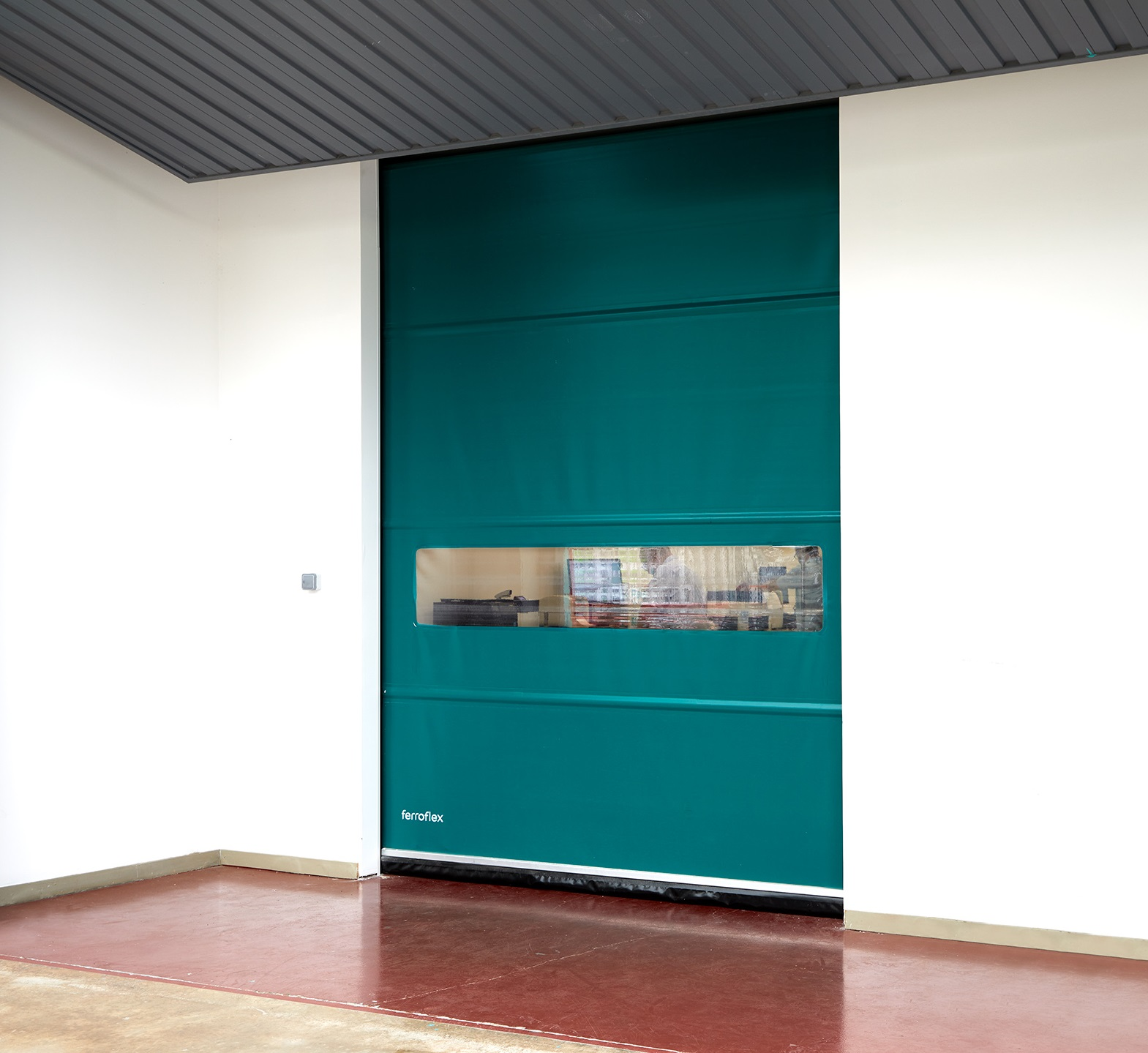
Portes industrials
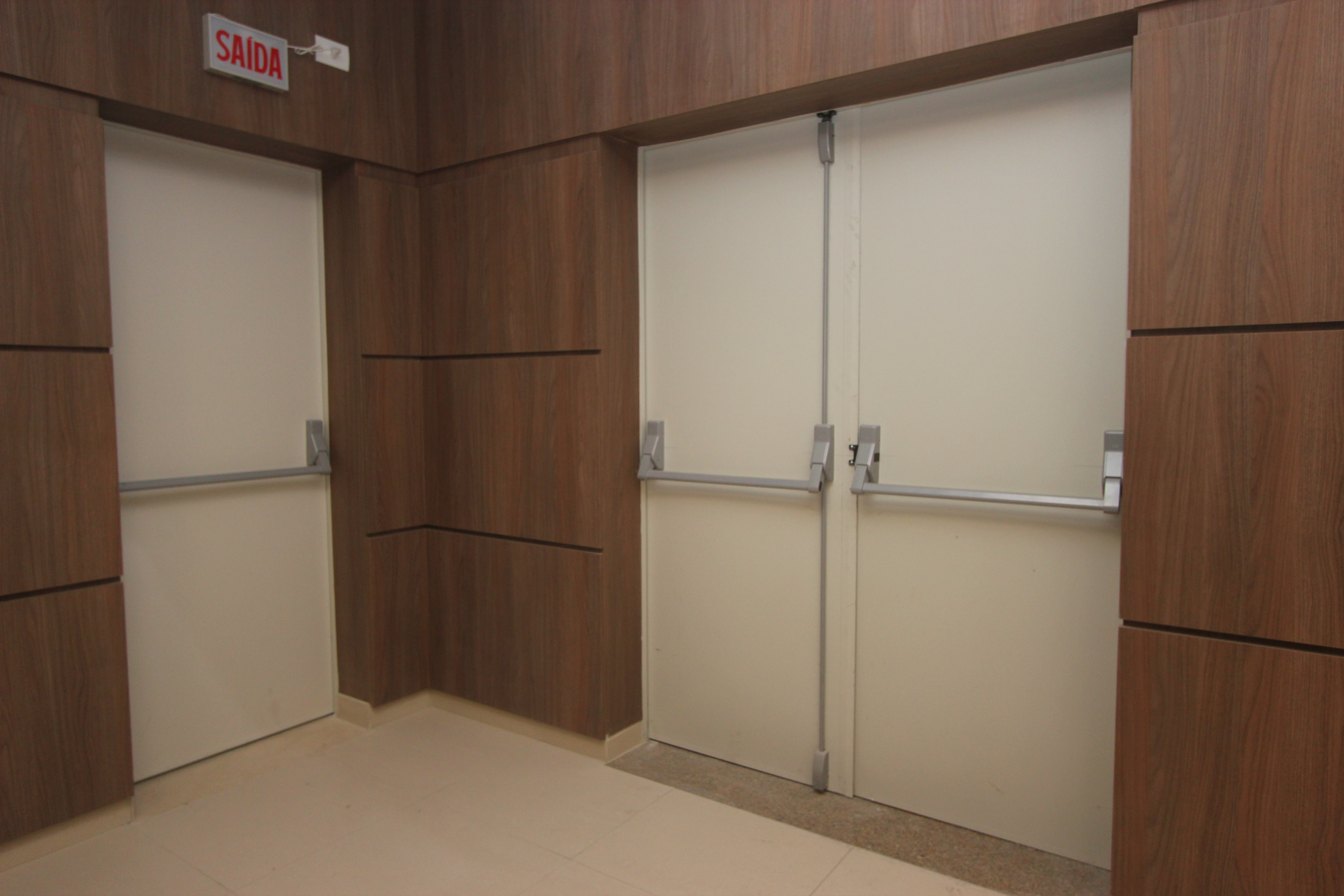
Portes tallafocs
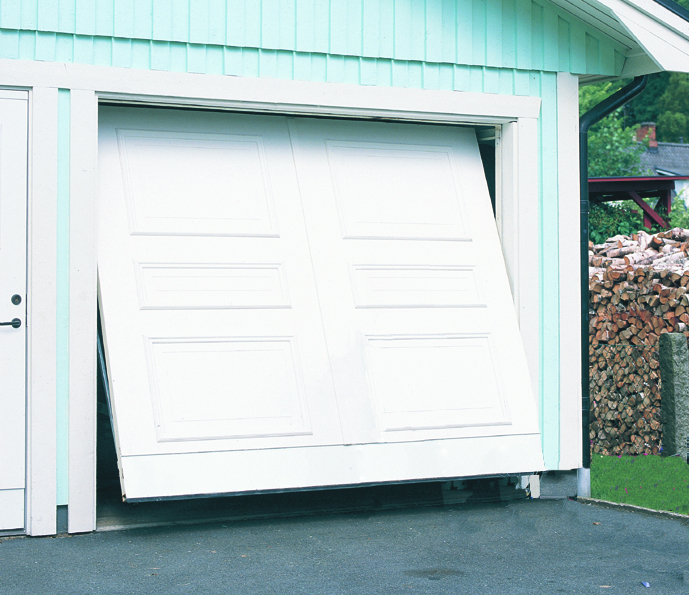
Porta abatible de garatge
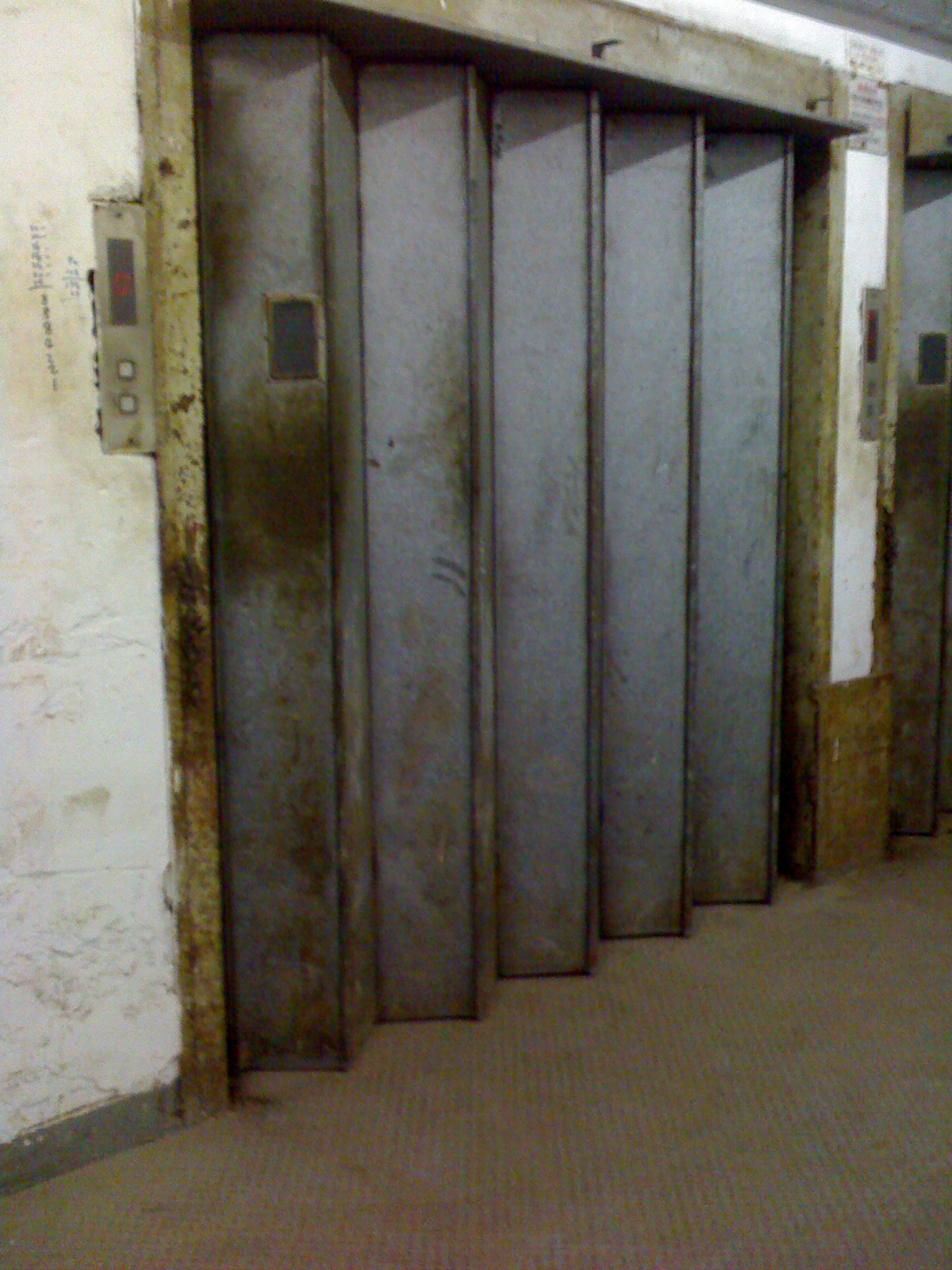
Porta plegable
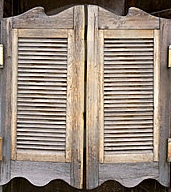
Portes de saloon

## Portes i portes als centres de treball
La necessitat de regular l'ús i la senyalització de portes i portes als llocs de treball és la de prevenir que no puguin ocórrer accidents laborals quan els treballadors passen mercaderies o transiten dins les naus industrials.
Les portes han de ser dissenyades i fabricades d'acord amb la seva funció i al voltant d'altres aspectes com ho són:
- La freqüència d'ús: considerant la quantitat de persones que comunament faran servir la porta quotidianament.
- Amplada adequada: (per exemple per donar pas a una cadira de rodes o vehicles motoritzats).
- Sentit d'obertura: si la porta ha d'obrir cap a un costat només (i cap a quin costat ha d'obrir) o si és de vaivé. Si és d'obertura elèctrica o manual. El sentit de pertura es determina mirant la porta des de dalt. És a dretes si gira en el sentit de les agulles del rellotge en obrir, a esquerres en cas contrari.
- Sistemes d'avís: si la porta ha de tenir una finestreta d'avís.
- Blindades: són cinc nivells de blindatge, el nivell es refereix al tipus de protecció oferta contra impactes d'algun míssil.
- Materials constitutius de la porta: les portes poden ser categoritzades d'acord amb les seves propietats en relació amb el temps o durada estimada en un incendi, ja que unes portes poden resistir el pas del foc menys o més temps que altres.[3]

## Història
La porta forma part dels habitatges des dels seus inicis, com proven les pintures egípcies, que mostren portes d'una fulla o de doble fulla fetes de fusta i ornamentades (similars a les contemporànies babilònies). Aquestes portes se subjectaven amb pivots de pedra i posteriorment de bronze (com les de Nippur). Les portes més antigues estaven fetes de fusta, com les que es refereixen a la representació bíblica del temple del rei Salomó en fusta d'olivera (I Reis vi. 31–35), que van ser tallades. i recobert d'or. Les portes que Homer esmenta sembla que estaven encaixades en plata o llautó. A més de la fusta d'olivera, s'utilitzaven om, cedre, alzina i xiprer. Els arqueòlegs han trobat dues portes de més de 5.000 anys a prop de Zúric, Suïssa.
Al món clàssic apareixen les primeres portes corredisses o de fulla múltiple, que podien funcionar com envans, guanyant protagonisme a l'interior de les cases. La primera porta automàtica va aparèixer a Alexandria al segle IaC, un tipus de portes que es van perfeccionar a la Xina i al món àrab. L'erudit grec Heró d'Alexandria va crear la porta automàtica més antiga coneguda al segle I dC durant l'era de l'Egipte romà. La primera porta automàtica activada amb sensors de peus es va fabricar a la Xina durant el regnat de l'Emperador Yang de Sui (r. 604–618), que en tenia una instal·lada per a la seva biblioteca reial. Portes alimentades per aigua que apareixen a les il·lustracions dels autòmats de l'inventor àrab Al-Jazari.
El coure i els seus aliatges formaven part de l'arquitectura medieval. Les portes de l'església de la Nativitat de Betlem (segle VI) estan cobertes amb plaques de bronze, retallades en patrons. Els de Hagia Sophia a Constantinoble, dels segles VIII i IX, estan treballats en bronze, i les portes de ponent de la catedral d'Aix-la-Chapelle (segle IX) , de manufactura similar, probablement van ser portats de Constantinoble, com també alguns dels de la Sant Marc, Venècia. Les portes de bronze de la catedral d'Aquisgrà a Alemanya es remunten a l'any 800 dC. Les portes del baptisteri de bronze de la catedral de Florència van ser completades el 1423 per Ghiberti. (Per a més informació, vegeu: el coure a l'arquitectura).

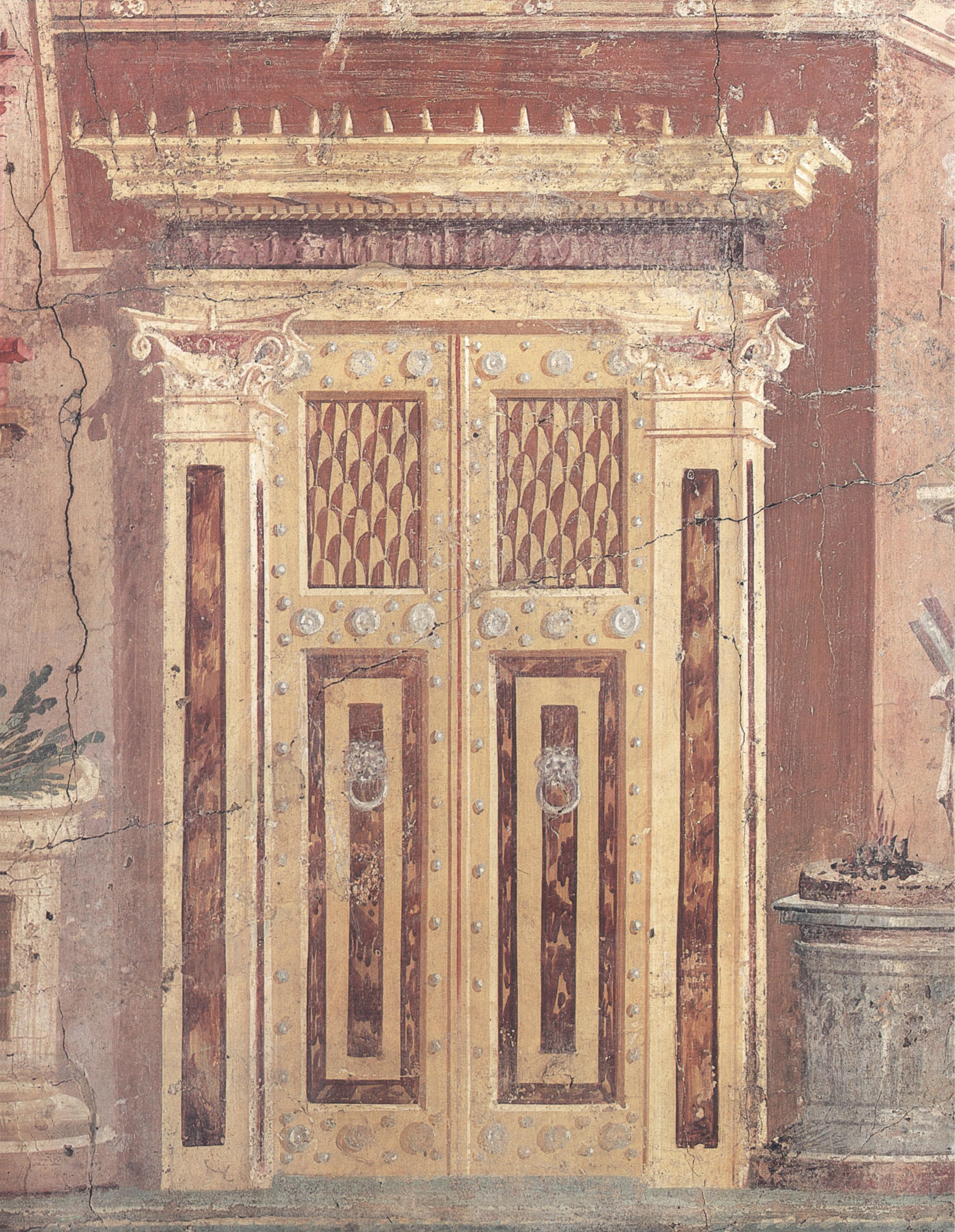
Una pintura mural romana d'una porta ornamentada, a la Villa Boscoreale (Itàlia), del segle I dC

Dels segles XI i XII hi ha nombrosos exemples de portes de bronze, la més antiga és una a Hildesheim, Alemanya (1015). El disseny d'Hildesheim va afectar el concepte de Porta Gniezno a Polònia. D'altres del sud d'Itàlia i Sicília, els següents són els millors: a Sant'Andrea, Amalfi (1060); Salern (1099); Canosa di Puglia (1111); Troia, dues portes (1119 i 1124); Ravello (1179), de Barisano de Trani, que també va fer portes per a la catedral de Trani; i a les catedrals de Monreale i Pisa, de Bonano de Pisa. En tots aquests casos l'estil penjant tenia pivots a la part superior i inferior. Es desconeix el període exacte en què el constructor es va traslladar a la frontissa, però sembla que el canvi va provocar un altre mètode per reforçar i decorar les portes: bandes de ferro forjat de diversos dissenys. Per regla general, tres bandes amb treballs ornamentals constitueixen les frontisses, amb anelles a l'exterior dels estils penjants que s'ajusten a unes espigues verticals encastades a la maçoneria o marc de fusta. Hi ha un primer exemple del segle XII a Lincoln, Anglaterra. A França, l'obra metàl·lica de les portes de Notre Dame a París és un bell exemple, però n'hi ha moltes altres a França i Anglaterra.
A l'Edat Mitjana van proliferar les portes de metall o que combinaven fusta i metalls, els materials que encara predominen.

### Portes per període

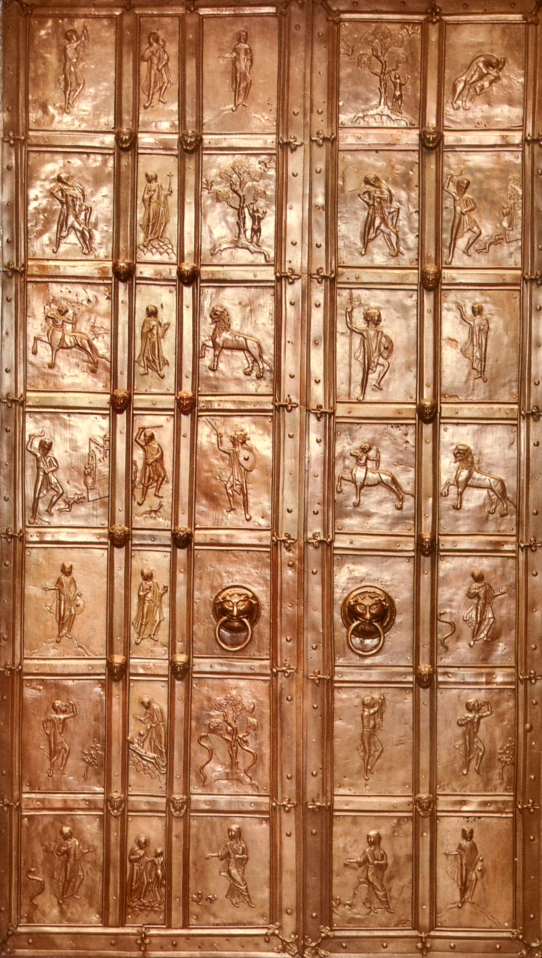
Porta romànica de bronze a la Catedral d'Augsburg
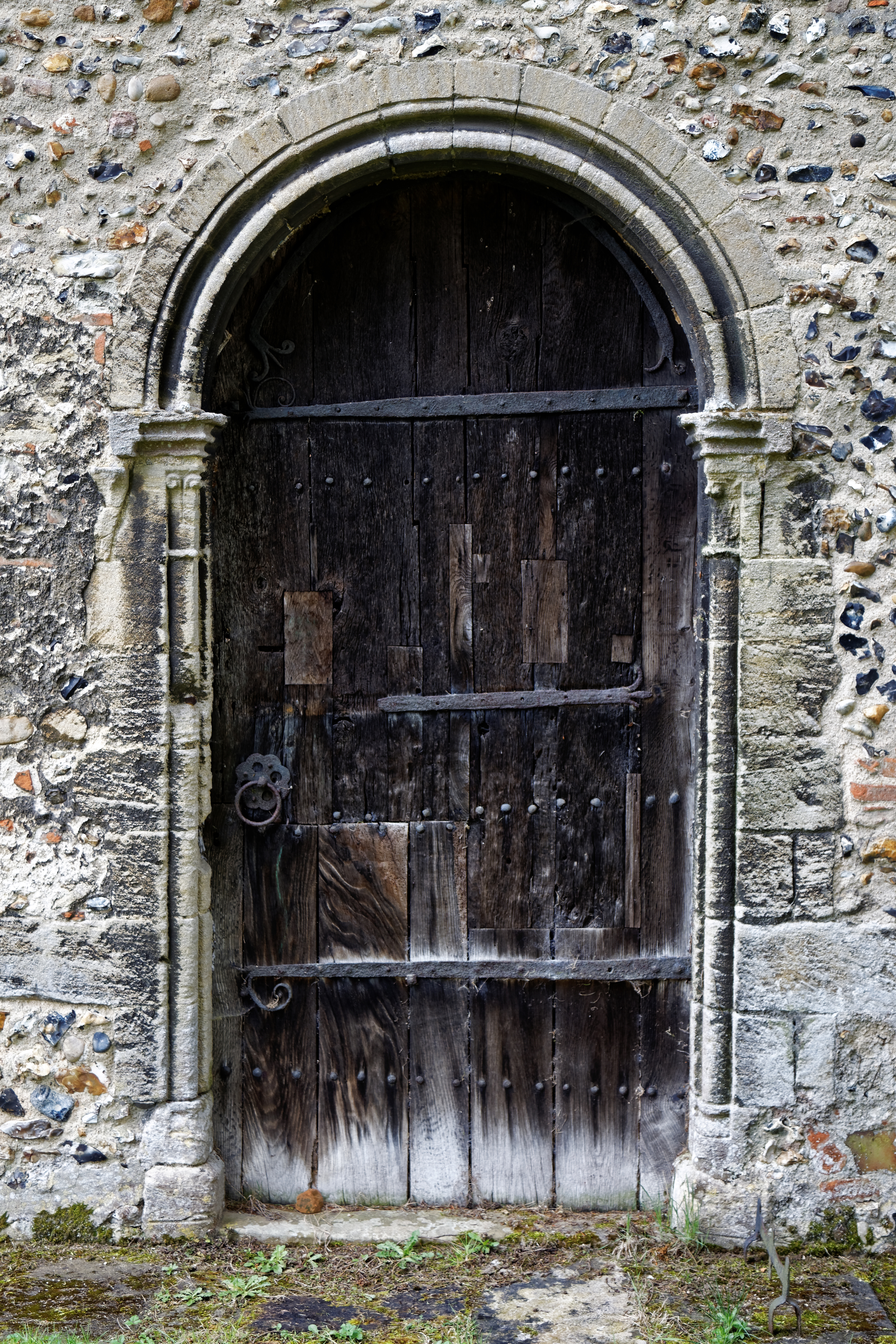
Porta medieval del Castell de Hedingham a Essex (Anglaterra)
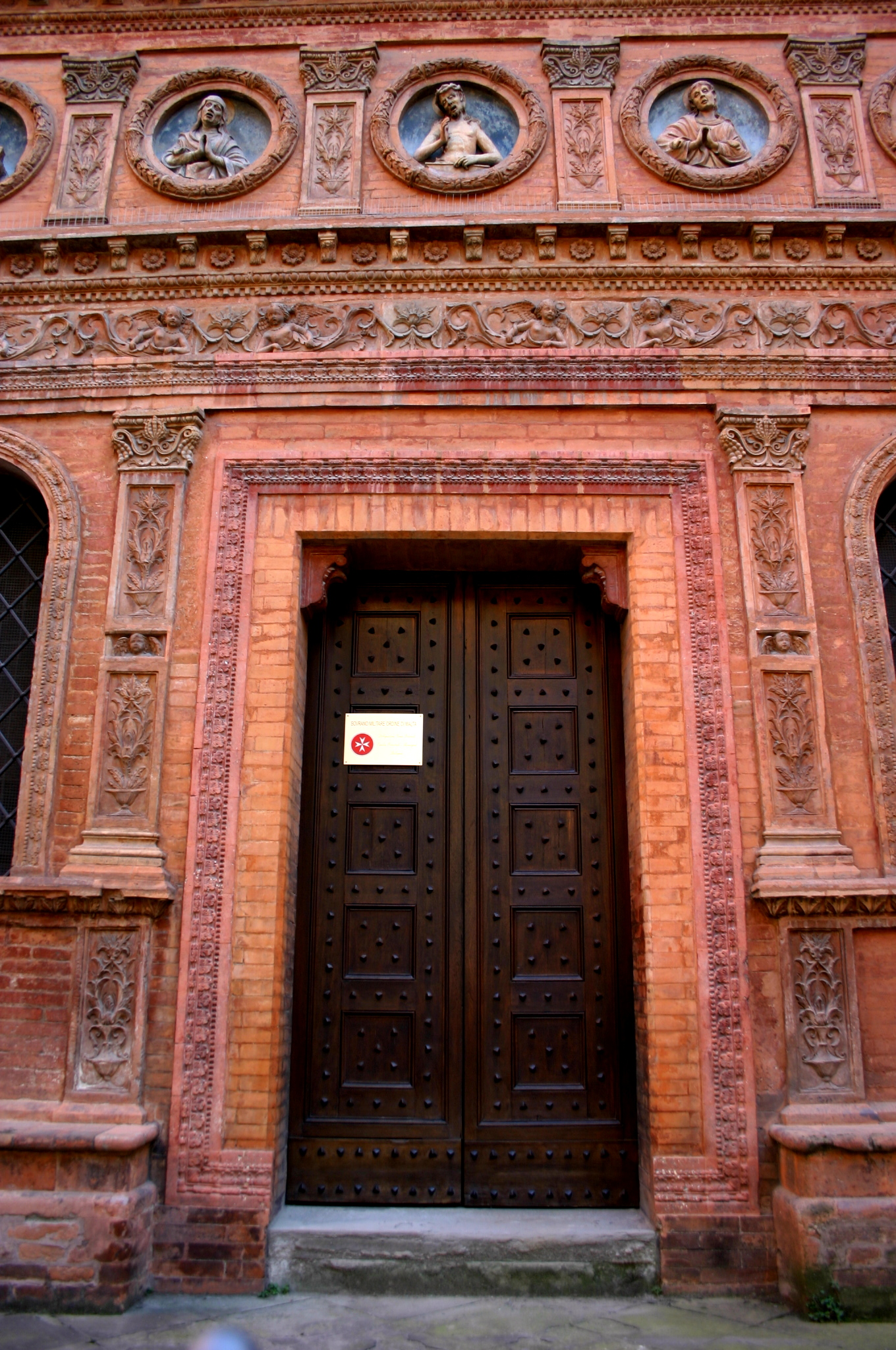
Porta renaixentista a l'Oratori dei Celestini a Bolonya
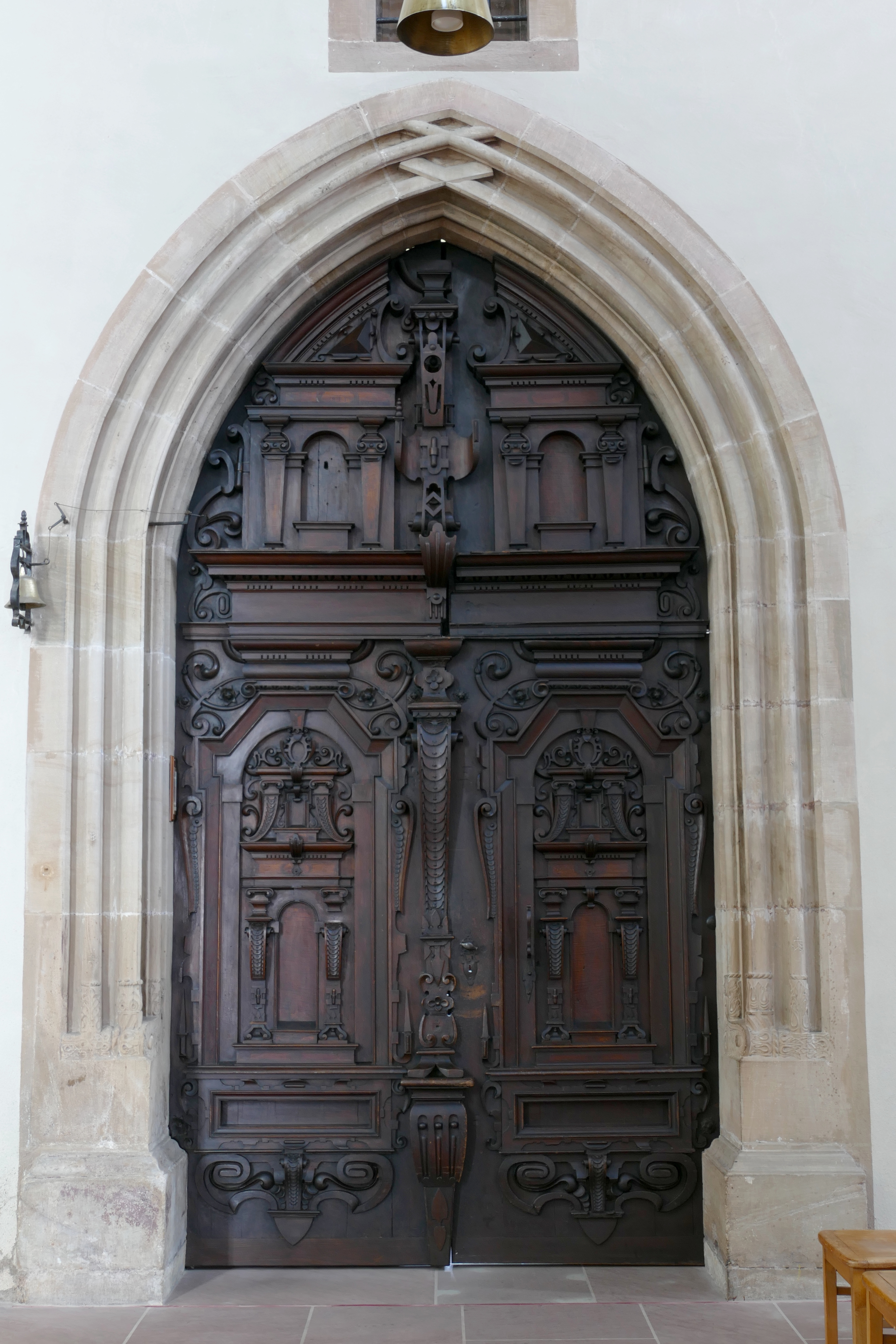
Porta d'estil barroc a Alsàcia (França)
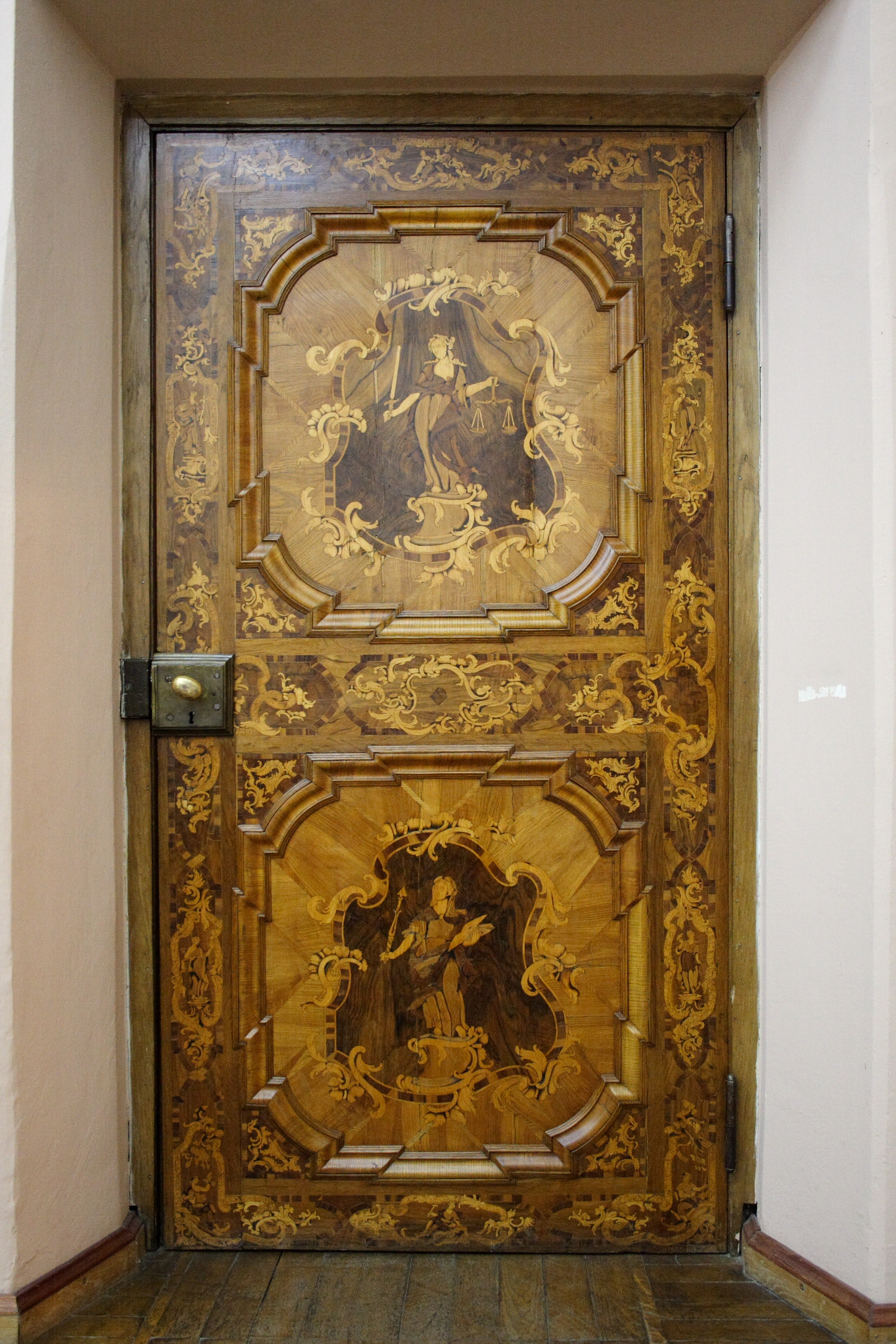
Porta d'estil rococó a Toruń, Polònia
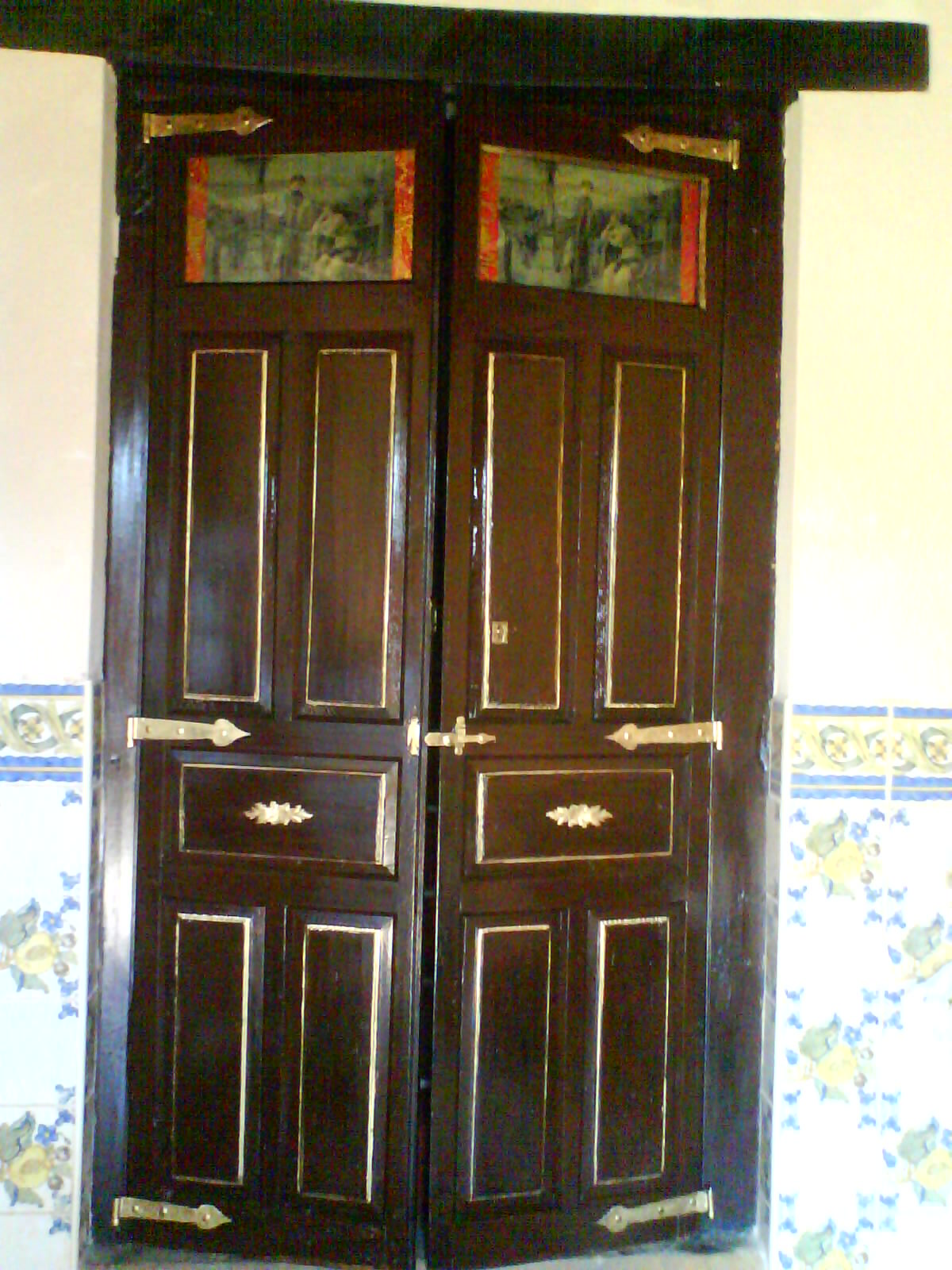
Porta espanyola de quarterons de fusta (s. XIX)
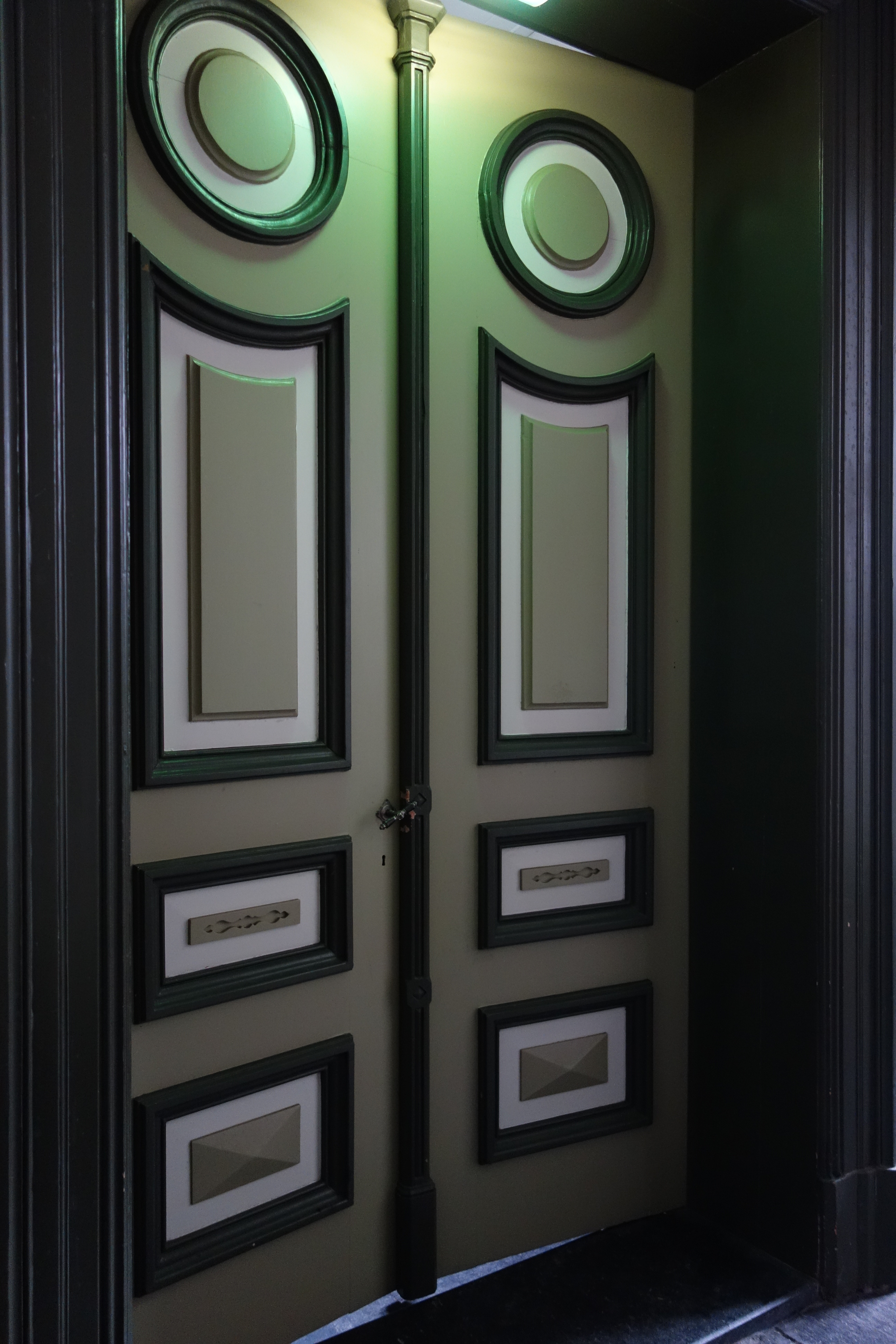
Porta neoclàssica a Holanda
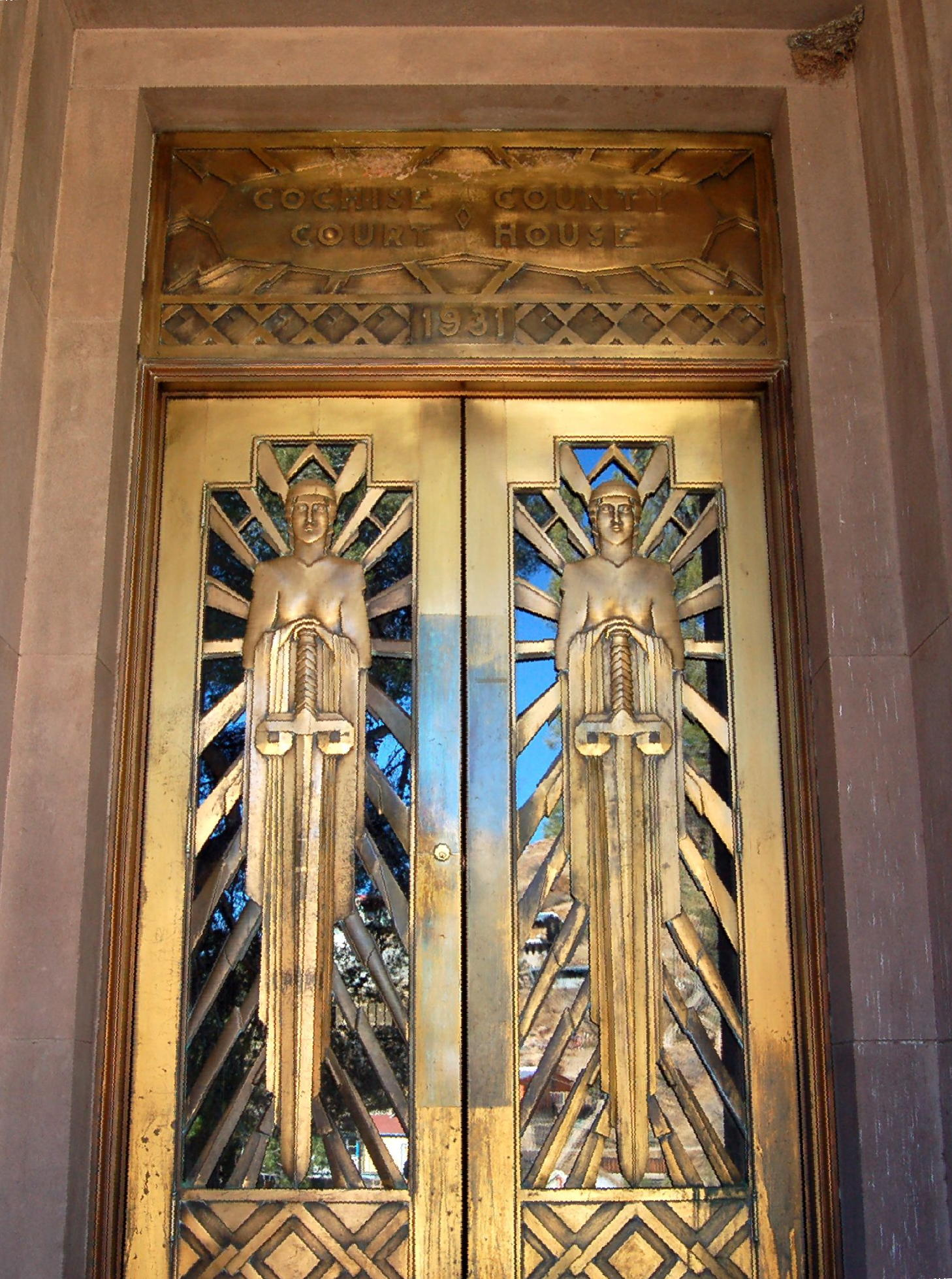
Portes Art Decó d'entrada als jutjats de Bisbee, Arizona
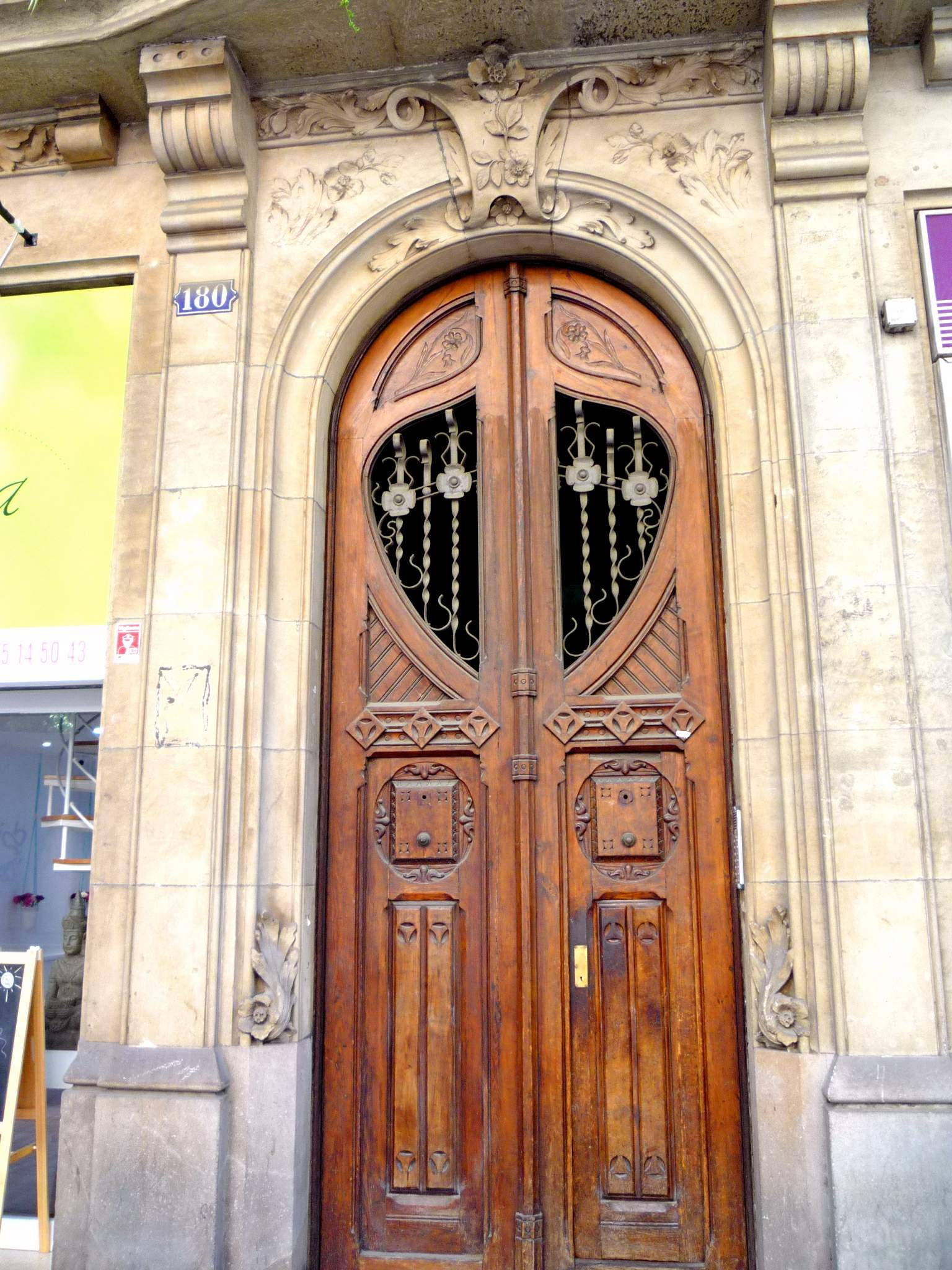
Porta estil Art Nouveau a Barcelona

## Aplicacions

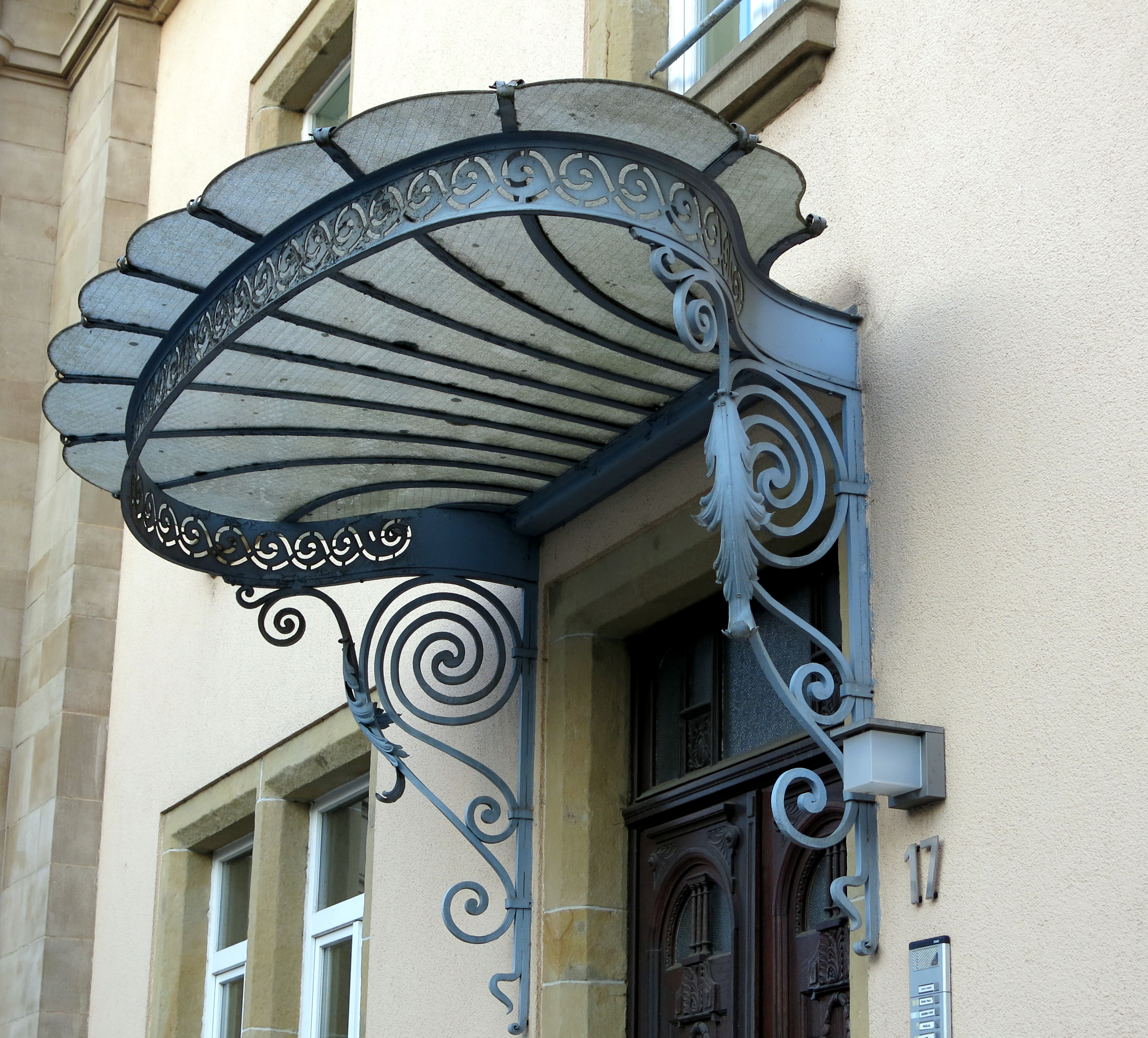
Tendal transparent a Luxemburg, damunt d'una porta

Les portes arquitectòniques tenen nombrosos usos generals i especialitzats. Les portes s'utilitzen generalment per separar espais interiors (armaris, habitacions, etc.) per raons de conveniència, privadesa, seguretat i protecció. Les portes també s'utilitzen per assegurar els passatges a un edifici des de l'exterior, per raons de control del clima i seguretat.
Les portes també s'apliquen en casos més especialitzats:
- Una porta a prova d'explosions està construïda per permetre l'accés a una estructura, així com per brindar protecció contra la força de les explosions.
- Una porta de jardí és qualsevol porta que s'obre a un pati del darrere o jardí. Aquest terme s'usa sovint específicament per a finestres franceses, portes franceses dobles (amb fulles en lloc de panells), en lloc d'una porta corredissa de vidre. El terme també pot referir-se al que es coneix com a “portes de pati”.
- Una porta batent és una porta oculta, la superfície de la qual reflecteix les motllures i acabats de la paret. Aquests es van utilitzar en cases angleses històriques, principalment com a portes de servei.[11]:101
- Una porta per a mascotes (també coneguda com porta per a gats o porta per a gossos) és una obertura en una porta que permet que les mascotes entrin i surtin sense que s'obri la porta principal. Pot estar simplement cobert per una solapa de goma, o pot ser una porta real amb frontisses a la part superior per la qual la mascota pot passar. Les portes per a mascotes es poden muntar en una porta corredissa de vidre com a panell nou (permanent o temporal). Les portes per a mascotes poden ser unidireccionals i només permetre la sortida de mascotes. A més, les portes per a mascotes poden ser electròniques i només permeten ingressar animals amb una etiqueta electrònica especial.
- Una trapa és una porta que està orientada horitzontalment en un sostre o pis, a la qual sovint s'accedeix a través d'una escala.
- Una porta d'aigua o entrada d'aigua, com les que es fan servir a Venècia, Itàlia, és una porta que condueix des d'un edifici construït sobre l'aigua, com un canal, a l'aigua mateixa on, per exemple, es pot entrar o sortir d'un vaixell privat o taxi aquàtic.[12] Les portes d'aigua apareixen amb freqüència als llibres de Donna Leon, i en alguns són elements importants de la trama, com a Acqua Alta o Death in High Water (1996) i La paraula es va fer carn o Beastly Things (2012).